# Psyrassa unicolor
Psyrassa unicolor är en skalbaggsart som först beskrevs av Randall 1838.  Psyrassa unicolor ingår i släktet Psyrassa och familjen långhorningar. Inga underarter finns listade i Catalogue of Life.